# Ławrynowicze (rejon lidzki)
Ławrynowicze (biał. Лаўрынавічы, Łaurynawiczy; ros. Лавриновичи, Ławrinowiczi) – wieś na Białorusi, w obwodzie grodzieńskim, w rejonie lidzkim, w sielsowiecie Wawiórka.
Miejscowość występowała też dawniej pod nazwą Rawlinowicze.

## Historia
Dawniej zaścianek. W dwudziestoleciu międzywojennym leżały w Polsce, w województwie nowogródzkim, w powiecie lidzkim, w gminie Myto/Wawiórka. W 1921 roku miejscowość liczyła 19 mieszkańców, zamieszkałych w 3 budynkach, wyłącznie Polaków wyznania rzymskokatolickiego.
Po II wojnie światowej w granicach Związku Radzieckiego. Od 1991 roku w niepodległej Białorusi.